# Onslaught
Az Onslaught brit thrash metal zenekar 1982-ben alakult Bristolban. Eleinte hardcore punk együttesként tevékenykedett. 2018-ban új tagok csatlakoztak az Onslaught-hoz: James Perry dobos és Wayne Dorman gitáros. Ugyanebben az évben új album rögzítésébe kezdett az együttes. Az Onslaught 1986-os albuma a huszonharmadik helyet szerezte meg a Kerrang! magazin "25 legjobb thrash metal album" listáján.

## Tagok
Jelenlegi tagok
- Nige Rockett – gitár (1982–1991, 2005–)
- Sy Keeler – ének (1985–1988, 2005–)
- Jeff Williams – basszusgitár (2006–)
- Wayne Dorman – gitár (2018–)
- James Perry – dob (2018–)

Korábbi tagok
- Steven Grice – dob (1982–1991, 2005–2011)
- Jase Pope – ének (1982–1983)
- Roge Davies – ének (1983–1984)
- Paul Mahoney – ének (1984–1985), basszusgitár (1985–1986)
- Steve Grimmett – ének (1988–1990)
- Tony O'Hora – ének (1990–1991)
- Paul Hill – basszusgitár (1982–1983)
- Paul Davis – basszusgitár (1983–1984)
- Jase Stallard – basszusgitár (1984–1985), gitár (1985–1987)
- James Hinder – basszusgitár (1986–1991, 2005–2006)
- Rob Trotman – gitár (1987–1991)
- Alan Jordan – gitár (2005–2008)
- Andy Rosser-Davies – gitár (2008–2015)
- Mike Hourihan – dob (2011–2018)
- Leigh Chambers – gitár (2013–2015)
- Iain GT Davies – gitár (2015–2018)

## Albumok
- Power from Hell (1985)
- The Force (1986)
- In Search of Sanity (1989)
- Killing Peace (2007)
- Sounds of Violence (2011)
- VI (2013)
- Generation Antichrist (2020)[5]